# 15 минута славе
15 минута славе (енгл. 15 Minutes), амерички је акциони криминалистички трилер филм, са елементима сатире из 2001. године режисера Џона Херцфелда, са Роберт Де Ниром, Едвардом Бернсом, Келси Гремером, Ејвери Бруксом и Мелином Канакаредес у главним улогама.
Прича филма се врти око детектива за убиства (Де Ниро) и ватрогасног маршала (Бернс) који удружују снаге да ухапсе пар источноевропских убица (Карел Роден и Олег Тактаров), који снимају своје злочине, како би постали богати и славни. Наслов је референца на цитат Ендија Ворхола: „У будућности ће сви бити светски познати 15 минута“.

## Радња
Два карактеристична лика са самообјашњавајућим презименима Емил Словак и Олег Разгуљ, из неутврђене источноевропске земље, стижу у САД, у Њујорк. Обојица су управо завршили своје затворске казне и очекују да ће добити свој део плена од раније пљачке банке. Пронашавши трећег саучесника Милоша Карлова, траже свој део. Он их одбија, Емил убија и Милоша Карлова и његову жену Тамину, док Олег Разгуљ снима сцену масакра. Уништавајући трагове, злочинци су запалили Милошев стан. Случајни сведок убиства постаје познаник породице Дафне, који успева да побегне.
Инспектор ватрогасне службе Џордан Ворсо брзо утврђује злочиначку природу пожара. Искусни полицајац Еди Флеминг се придружује истрази, фигура толико изузетна да локална телевизија прави редовне емисије на основу његових истрага. Новинари непрестано прате Флеминга. Детективи се обрачунавају са криминалцима.
Дрски због наизглед некажњивости, разбојници чине злочин за злочином, бележећи све на снимку. Детективи прате траг крви и скоро их пристижу. Потера која је уследила није дала резултате. Штавише, у рукама Словака је новчаник Флеминговог партнера, а у њему је визит карта са Едијевом адресом. Осећајући бес и завист због туђег успеха и благостања, бандити се ушуњају у Флемингову кућу и убијају га на нишану пиштоља на видео камери. Злочинци имају нови план - да телевизији продају касету са завршетком авантура познатог детектива. На запрепашћење и бес града, а посебно полицајаца, постоји и произвођач кича, који је спреман да плати милион долара да емитује овакав видео. Ово је Роберт Хокинс, водитељ емисије у којој је Флеминг постигао успех.
Злочинцима је потребна слава. Одлазе у познати ресторан да посматрају реакцију бројних посетилаца током емитовања смртоносне емисије. Препознају их, у ресторану завлада паника. Бандити се не плаше хапшења, већ им то иде на руку. У њиховој распаљеној машти - ослобађање од лудила, слава ТВ звезда, хонорари за објављивање њихових авантура. Нико од криминалаца није спреман да уступи такав џекпот свом саучеснику. Словак упуца Разгуља, а он сам добија у потпуности љутитог Џордана. Тачка у емисији није постављена. Свеприсутни телевизијски извештач Хокинс пробија се до Разгуља, који у смртоносном ропцу шиштећим гласом говори, да би га интервјуисао пре смрти, са Кипом слободе у даљини. Све за добар кадар.
Финална сцена. Роберт Хокинс нуди Џордану, за добру награду, да замени Флеминга и постане нова звезда детективске серије. Џордан без речи удара копиле и одлази уз прећутно одобравање полицајаца који их окружују.

## Улоге
| Глумац             | Улога                             |
| ------------------ | --------------------------------- |
| Роберт Де Ниро     | детектив Еди Флеминг              |
| Едвард Бернс       | ватрогасни инспектор Џордан Ворсо |
| Келси Гремер       | Роберт Хокинс                     |
| Ејвери Брукс       | детектив Леон Џексон              |
| Мелина Канакаредес | Николет Карас                     |
| Карел Роден        | Емил Словак                       |
| Олег Тактаров      | Олег Разгуљ                       |
| Вера Фармига       | Дафне Хандлова                    |
| Шарлиз Терон       | Роуз Херн                         |
| Ким Катрал         | Касандра                          |
| Владимир Машков    | Милош Карлов                      |
| Антон Јелчин       | дечак у згради која гори          |